# San Antonio de Ibarra

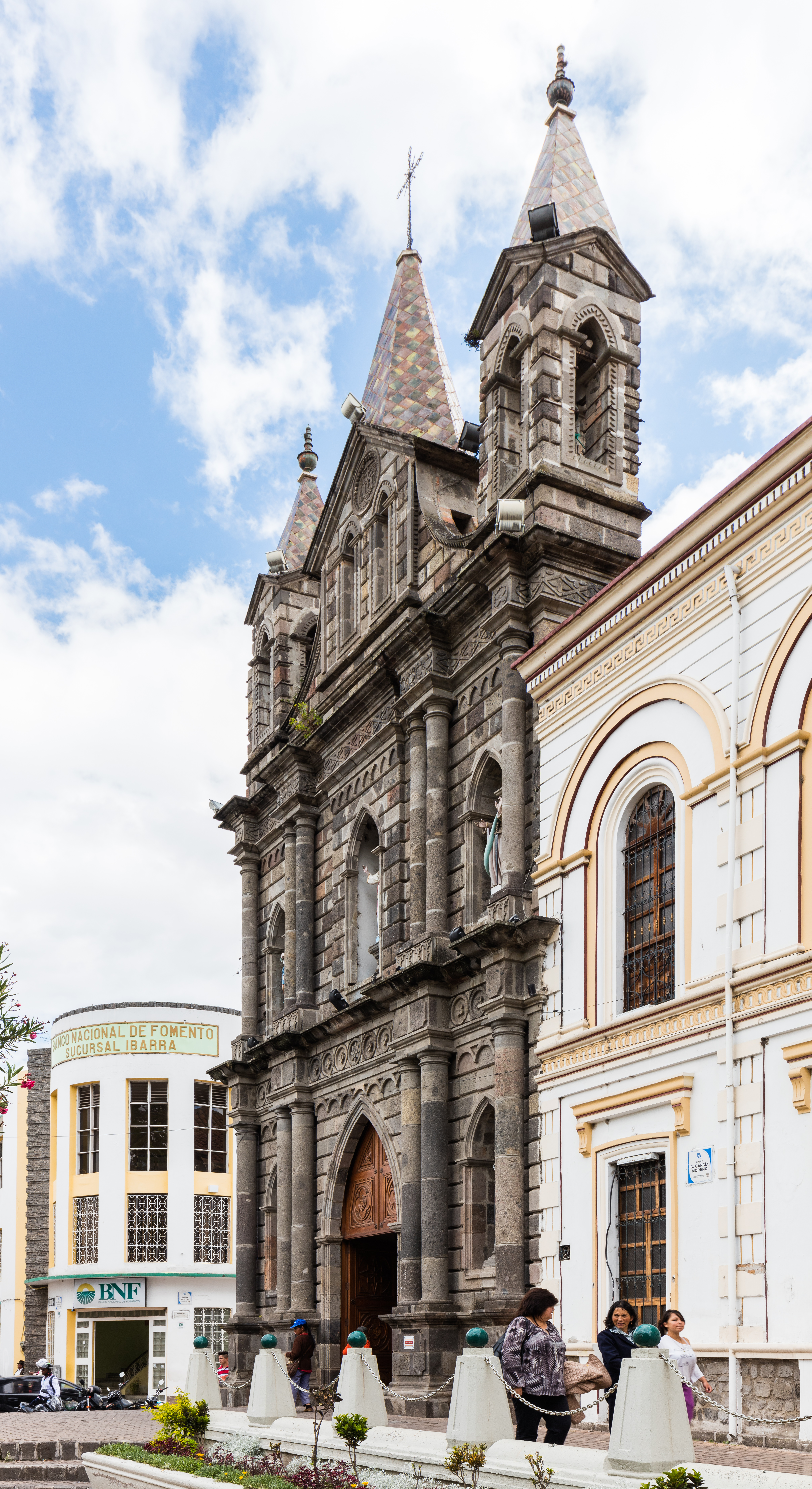
Kirche in San Antonio de Ibarra

San Antonio de Ibarra ist ein westlicher Vorort der Provinzhauptstadt Ibarra und zugleich eine Parroquia rural („ländliches Kirchspiel“) im Kanton Ibarra der ecuadorianischen Provinz Imbabura. Die Parroquia besitzt eine Fläche von 27,09 km². Die Einwohnerzahl lag im Jahr 2010 bei 17.522. Die Parroquia wurde am 6. Juni 1861 gegründet.

## Lage
Die 2342 m hoch gelegene Stadt San Antonio de Ibarra befindet sich in den Anden 6 km westsüdwestlich vom Stadtzentrum von Ibarra. Die Fernstraße E35 (Ibarra–Quito) führt an San Antonio de Ibarra vorbei. Die Parroquia verläuft als schmaler Streifen vom 8 km weiter südlich gelegenen Gipfel des 4610 m hohen Vulkans Imbabura 11 km nach Norden. Die maximale Breite in Ost-West-Richtung liegt bei 4 km.
Die Parroquia San Antonio de Ibarra grenzt im Osten an das Municipio von Ibarra, im äußersten Süden an die Parroquia La Esperanza, im Westen an die Parroquia Natabuela (Kanton Antonio Ante) sowie im Norden an die Parroquias Chaltura und Imbaya (beide im Kanton Antonio Ante).

## Tourismus
San Antonio de Ibarra bewarb sich 2020 an einem Programm des ecuadorianischen Tourismus-Ministeriums zur Kür sogenannter "Pueblos Mágicos" (span. für „magische Dörfer“) und errang dabei die höchste Punktzahl unter den teilnehmenden Gemeinden.